# East Wing

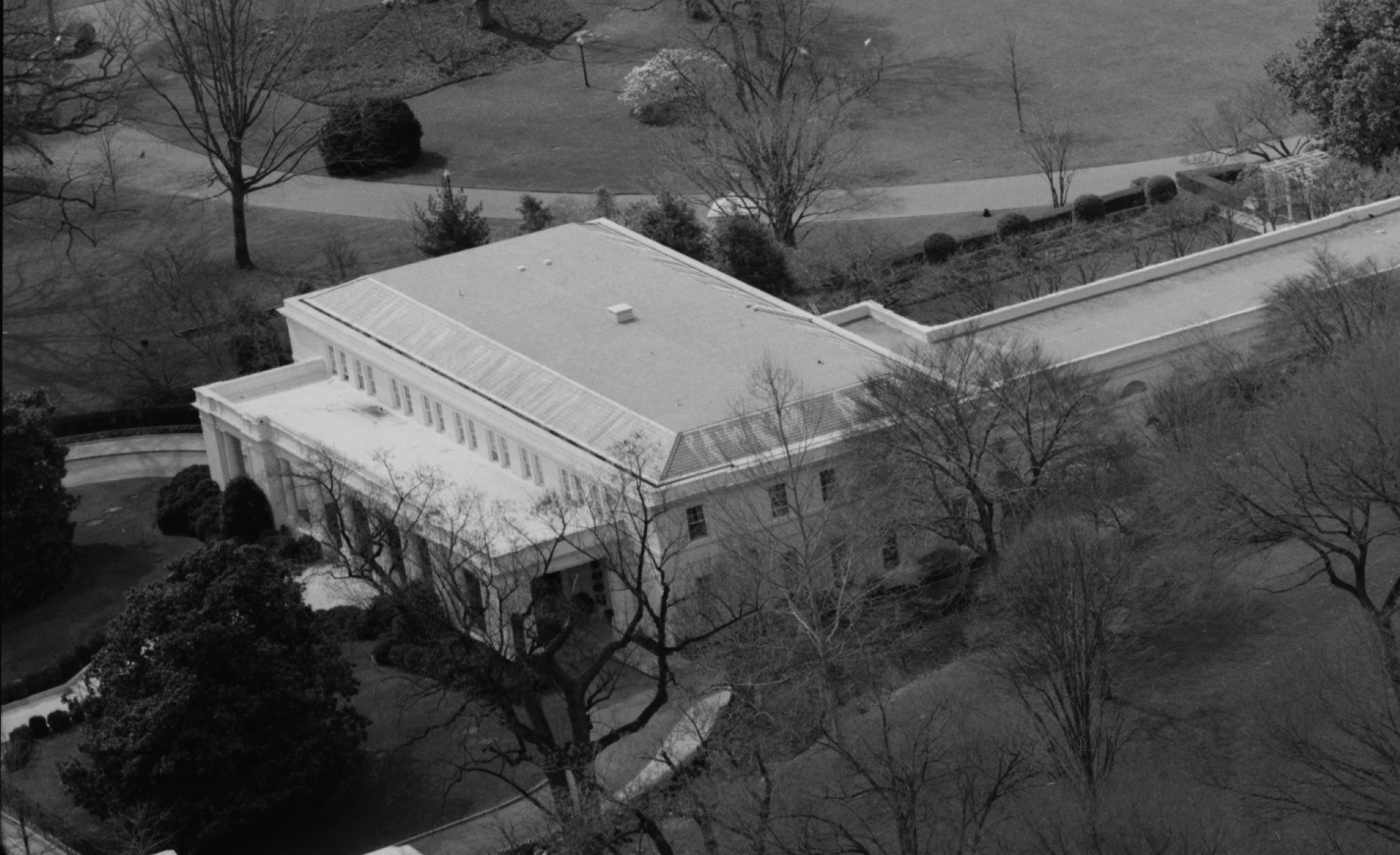
East Wing des Weißen Hauses von Nordwest 1992

Der East Wing (englisch für Ostflügel) ist ein Teil des White House Complex. Das Gebäude ist in zwei Stockwerken ausgeführt. Der Ostflügel befindet sich östlich der White House Executive Residence, des Wohnsitzes des Präsidenten der Vereinigten Staaten. Der Ostflügel beherbergt Büros der First Lady und ihrer Mitarbeiter sowie weitere Büros der White House Social Secretary, des White House Graphics and Calligraphy Office und Räume der Postabteilung. Der Ostflügel beherbergt auch das Kino und den Besuchereingang des Weißen Hauses. Über eine Kolonnade ist der Ostflügel mit dem Hauptteil des Weißen Hauses, der Residenz, verbunden. Gäste zu Ereignissen im Weißen Haus wie Banketts betreten das Gebäude meist durch den East Wing.
Besuchergruppen betreten das Weiße Haus ebenfalls über den East Wing. Dabei gelangen sie zuerst in die holzverkleidete Lobby, in der Porträts von Präsidenten und First Ladys hängen. Von der Lobby aus gelangt man durch den Garden Room, der einen Zugang zum Jacqueline-Kennedy-Garten ermöglicht, und die Ostkolonnade zwischen dem Kino und dem Garten zur Visitors Lobby, dem letzten Raum des East Wing vor der Residenz. Die Residenz wird von dort über das Sockelgeschoss betreten.

## Geschichte
Präsident Jefferson ergänzte während seiner Amtszeit säulengestützte Terrassen an den Ost- und Westseiten des Weißen Hauses; es waren aber noch keine Flügelerweiterungen. Unter Andrew Jackson gab es 1834 erstmals laufendes Wasser, das aus einer Quelle durch Rohre zu den Kolonnaden an der Ostseite gepumpt wurde. Zuerst wurde das Wasser lediglich zum Waschen benutzt, bald wurden in den Kolonnaden an der Ostseite aber auch erste Badezimmer eingerichtet. 1866 wurde die Terrasse durch ein Gewächshaus ersetzt.
Der erste kleinere Ostflügel wurde während der großen Theodore-Roosevelt-Renovierung als Eingangshalle für formelle und andere Besucher gebaut. Speziell bei großen Empfängen wurde er genutzt, da diese meist viel Platz für Kutschen und Autos sowie deren Fahrer benötigten. Der Garderobenraum bot viel Platz für die Hüte und Mäntel der Besucher.
Der heute vorhandene East Wing wurde 1942 gebaut, hauptsächlich um den Bau des darunter befindlichen Bunkers zu vertuschen, der heute als Presidential Emergency Operations Center (PEOC) bekannt ist. In dieser Zeit wurde der Garderobenraum zum Kino umgebaut. Später wurden die Büros der Kommunikation, Kalligraphen und der Social Secretary im Ostflügel untergebracht. Eleanor Roosevelt war die Erste, die einen Social Secretary beschäftigte.
Rosalynn Carter brachte 1977 als Erste ihr persönliches Büro im East Wing unter. Formell nannte sie es „Office of the First Lady“. Das dort heute untergebrachte Büro der Social Secretary bereitet unter anderem die Einladungen für Events im Weißen Haus vor; dafür gibt es die Unterstützung des Graphics and Calligraphy Office, das zum Beispiel die Einladungen oder Speisekarten handschriftlich erstellt.